# Ethiopian Women's Welfare Association
Ethiopian Women's Welfare Association (EWWA) eller Ethiopian Women's Association, var en kvinnoorganisation i Etiopien, grundad 1941. 
EWWA etablerades av en grupp kungliga och adliga överklasskvinnor i huvudstaden. Det blev den första nationella kvinnoföreningen i Etiopien. 
Den engagerade överklasskvinnor i välgörenhet för främst kvinnor och barn: för att hjälpa föräldralösa, änkor, arbetslösa kvinnor och gynna barnavård och hälsan för kvinnor och barn. 
Den arbetade inte för kvinnofrågor i politisk mening, utan accepterade den kejserliga konstitutionen, där kvinnor formellt förklarades vara andra klassens medborgare skyldig att lyda och underkasta sig sina äkta mäns befallningar. Kvinnor fick formell möjlighet att studera under monarkins tid och rätten att rösta i 1955 års konstitution, men i övrigt förändrades inte deras rättigheter till det bättre före revolutionen 1974. 